# Antonin de Capoue
 (janvier 2012).
Si vous disposez d'ouvrages ou d'articles de référence ou si vous connaissez des sites web de qualité traitant du thème abordé ici, merci de compléter l'article en donnant les références utiles à sa vérifiabilité et en les liant à la section « Notes et références ».
Pour les articles homonymes, voir Saint Antonin.
Antonin est né vers le milieu du IIIe siècle à une date incertaine. Devenu évêque, il fut martyrisé pour la foi chrétienne en 305 dans la ville de Capoue en Campanie (Italie) avec d'autres personnes.

## Biographie
Canonisé par les Églises Catholique et Orthodoxe, Saint Antonin de Capoue est inscrit au Martyrologe Romain est fêté le 3 septembre.[réf. nécessaire]